# Alfa Romeo G1
O Alfa Romeo G1 foi o primeiro Alfa Romeo com um designo totalmente novo, depois da marca A.L.F.A. Giuseppe Merosi, no meio de uma acção legal contra Nicola Romeo sobre as condições de aquisição, projectou em casa os desenhos para a actualização do 24 HP pré-guerra, o revisto 20/30 ES e o novo luxuoso G1. O chassis era mais longo e mais duro do que o 40-60 HP de 1914 com o mercado dos Rolls-Royce como alvo. A maior novidade neste carro era o motor de 6.3L, com 6 cilindros em linha que produzia 70 cv e 293 Nm de torque. Com 70 cv, o carro alcançou uma velocidade máxima de 138 km/h. O Alfa Romeo G1 foi também utilizado no automobilismo e ganhou sua própria classe na Coppa de Garda. Os preços da gasolina estavam a aumentar e era difícil vender um carro com um motor tão grande, por isso só foram feitos, no total, 52 Alfa Romeo G1. Neste momento só existe um exemplar no importadaor de Alfa Romeos na Nova Zelândia.
O futuro seguidor Alfa Romeo G2, uma versão melhorada, nunca foi produzido graças ao fracasso comercial do G1, que não encontrou praticamente nenhum comprador em Itália e o outro lote de 50 (os outros 2 eram protótipos) foram enviados para a Austrália.

## Ligações Externas
- club-alfa-romeo-passion.com:G1 advertisement(em inglês)